# Lactuca viminea
Lactuca viminea là một loài thực vật có hoa trong họ Cúc. Loài này được (L.) J.Presl & C.Presl mô tả khoa học đầu tiên.